# سلستیکا
سلستیکا (انگلیسی: Celestica) شرکت الکترونیک کانادایی است، که در سال ۱۹۹۴ تأسیس شد.